# David Copperfield - L'uomo impossibile
Copperfield: Tornado of Fire, meglio conosciuto come The Magic of David Copperfield XVII: Tornado of Fire, è il ventesimo e ultimo speciale televisivo dell'illusionista David Copperfield. Negli Stati Uniti d'America è stato trasmesso il 3 aprile 2001 sul canale CBS. In Italia è stato trasmesso il 25 dicembre 2006 sul canale Italia 1 ma col titolo David Copperfield - L'uomo impossibile. La versione statunitense è presentata da Carson Daly, mentre quella italiana è presentata da Marco Berry.

## Descrizione
L'unico numero presentato in diretta nella versione originale statunitense è l'ultimo, la sfida del tornado di fuoco che dà il nome allo speciale, filmato a Pier 94 a New York. Il resto dello spettacolo è stato filmato ed editato nel corso del mese di gennaio dello stesso anno al Mid-South Coliseum a Memphis (Tennessee). Una caratteristica particolare dello spettacolo è il fatto che tutte le illusioni sono state eseguite in un palco circolare, con i 22.000 spettatori presenti disposti a 360 gradi intorno a Copperfield (anche di spalle, quindi), fatto inusuale per uno spettacolo di magia.

## Numeri eseguiti

### One (Uno)
Su una sottile pedana vuota sollevata da quattro assistenti cala un telo dall'alto. Quando il telo viene sollevato un istante dopo, Copperfield appare in piedi sulla pedana.

### Thumbs (Pollici)
Copperfield allunga le mani rivolgendo i palmi verso l'esterno, e accavalla la mano destra sopra la sinistra, stringendo le dita e puntando i pollici in basso. A questo punto Copperfield ruota entrambi i polsi di 180 gradi in senso orario, rivolgendo i pollici verso l'alto, e sfida il pubblico in studio e a casa a fare lo stesso.

### Laser

David Copperfield durante l'esecuzione di Laser

Su una pedana sollevata dal palco Copperfield viene diviso a metà da un raggio laser che due assistenti hanno indirizzato verso la sua cintura proprio per tagliarlo in due. A questo punto Copperfield è in grado di staccare il busto dal bacino, senza la copertura di casse o altri strumenti, e ad appoggiarlo su una sedia, mentre le gambe restano in piedi affiancate ad essa. Dopo un po' Copperfield si aggrappa ad esse e inizia a saltellare lungo una passerella appoggiata alla pedana per scendere sul palco. Qualche secondo dopo fa uno sforzo per sollevare il busto fino ad appoggiarlo sul bacino in modo da "ricomporsi".
Segue un video in cui Copperfield esegue la stessa illusione in un parcheggio all'aperto, spaventando un gruppo di persone, adulti e bambini, presentandosi davanti a loro diviso in due e facendo anche scappare alcuni ragazzi che stanno nelle vicinanze.

### Panty Swap (Scambio di Mutandine)
Sul palco vengono chiamate una ragazza con le mutande bianche e una con le mutande rosse. Copperfield le invita a salire su due sgabelli e a scrivere il proprio nome su un'etichetta da attaccare all'elastico della propria mutanda, così da renderla identificabile, e dopo alcune gag fa in modo che ognuna delle due ragazze si ritrovi ad indossare la mutanda dell'altra al posto della propria. Ottenuto ciò, e verificato che entrambe le mutande sono ancora contrassegnate con la propria etichetta firmata, Copperfield invita entrambe le ragazze ad andare nei camerini per riscambiarsi le mutande, dopo di che finge di aver effettuato la stessa operazione con le mutande dell'intero pubblico e invita tutti a verificarlo, chiedendo ad ognuno di alzare le mani e con una di esse a toccare la mutanda del proprio vicino di posto, suscitando inevitabilmente il divertimento di tutti.

### Uncle Morty & Aunt Ida (Zio Morty & Zia Ida)
Sul palco vengono chiamati due ragazzi, scherzosamente denominati "zio Morty" e "zia Ida", e Copperfield li fa sedere su un divano rosso a due posti. Dopo aver coperto entrambi con un telo bianco e sollevato il divano con l'aiuto di un assistente, lascia il divano, che invece di cadere di colpo resta sollevato e immobile. Copperfield lo fa poi levitare ancora più in alto per poterlo poi far scendere fino a farlo finire dentro un contenitore di plexiglas che nel frattempo è stato portato sul palco e posizionato proprio sotto il divano. Sul contenitore viene poi posto il coperchio, sul quale Copperfield (tramite una scala) arriva a sdraiarsi. Da lì fa un gesto di sollevamento che fa nuovamente levitare il divano e lo fa anche dondolare un po' su e giù.
Anche in questo caso viene mostrato un video in cui Copperfield ha eseguito la stessa illusione all'aperto e in pieno giorno, facendo levitare un divano addirittura fino ad un'altezza di diversi metri.

### Tides (Maree)
Tramite un (finto) pezzo di pietra lunare che sposta su e giù rispetto ad un bicchiere, Copperfield fa sparire e riapparire l'acqua del bicchiere stesso, e alla fine crea dal nulla dei pesci rossi, che versa nel bicchiere.

### Voyeur (Guardone)
Due ragazze salgono su una sottile struttura sollevata da terra e si coprono con un telo. Copperfield tira via il telo meno di un secondo dopo e le fa sparire in un attimo. Le due ragazze vengono fatte riapparire poco dopo sotto a un telo in un altro punto del palco.

### Slo-Mo Duck (Papero al Rallentatore)
Il papero di Copperfield, chiamato Webster, viene fatto scomparire da una scatola e fatto riappare poco dopo in un secchio vuoto retto da uno spettatore. Su richiesta di un altro spettatore, Copperfield riesegue la stessa illusione ma questa volta al rallentatore, utilizzando però un papero finto. Dal secchio farà uscire comunque il papero vero.

### Magic in Your Hands (Magia nelle Vostre Mani)
Usando soltanto la propria voce, Copperfield dà istruzioni a distanza a cinque spettatori radunati quasi a cerchio per eseguire sulle loro mani tre differenti magie una dopo l'altra con oggetti consegnati dagli assistenti.

### Thirteen (Tredici)
Quindici spettatori scelti a caso lanciando palloni da spiaggia vengono chiamati sul palco: due di essi fungono da testimoni, mentre i restanti tredici salgono su una piattaforma che viene coperta con un telo e sollevata in aria. Quando Copperfield toglie il telo, i tredici spettatori scompaiono in una cortina fumogena e riappaiono in un altro punto del teatro.

### Moon Rise (La Luna Sorge)
Copperfield deve indovinare il tipo di luna scelta da una ragazza del pubblico, disegnandola su un foglio, ma sbaglia. Poi rivela che ha disegnato invece il sole, che fa tramontare sotto le onde del mare che ha disegnato. A questo punto fa sorgere, sempre da sotto il mare, la luna scelta, ossia un quarto di luna. Poi consegna il foglio alla ragazza e glielo lascia.

### Test Condition (Verifica Condizioni)
Copperfield chiama sul palco uno spettatore, quindi lascia il palco e si siede tra il pubblico. L'attrice Whoopi Goldberg, collegata in diretta attraverso un monitor, istruisce lo spettatore su come ispezionare un cubo vuoto sollevato da terra e costituito da pareti piegate l'una sull'altra in modo che una volta ruotate di 180° verso l'alto formino un contenitore di altezza doppia che possa ospitare una persona. Dopo che tale contenitore è stato completamente chiuso, Copperfield rivela di trovarsi al suo interno strappando via le due pareti che costituiscono la copertura frontale.

### Perfect Place Cards (Carte del Posto Perfetto)
Ciascuno spettatore ha in mano otto carte, in una delle quali ha scritto il proprio posto perfetto. Dopo vari miscugli e divisioni, Copperfield è in grado di trovare la carta nel mazzo di ciascuno.

### The Disappearance (illusione conosciuta anche come "Portal" (Portale) )
Copperfield legge la lettera di un signore che si trova alle Hawaii e che vorrebbe rimediare ad alcuni errori commessi ricongiungendosi con il figlio, presente tra il pubblico. Dopo aver raccolto alcune prove in studio, Copperfield e il ragazzo salgono su una piattaforma simile a un portale, collocata al termine di una sottile passerella e sospesa sulle teste del pubblico, si coprono con una tenda e scompaiono. Attraverso un collegamento via satellite con le Hawaii, il pubblico vede su maxischermo Copperfield e il ragazzo apparire dopo l'abbassamento di un telo vuoto su una spiaggia, dove interagiscono con sabbia e acqua, e mostrando le prove secondo cui fino a pochi secondi prima erano presenti nel teatro. Il ragazzo incontra il padre e rimane sulla spiaggia, mentre Copperfield si teletrasporta indietro dalla spiaggia al teatro con un pugno di sabbia in mano.

### Tornado of Fire (Tornado di Fuoco)
La sfida più pericolosa della carriera di Copperfield: sopravvivere nel centro di un tornado di fuoco a una temperatura di 2000° Fahrenheit (equivalenti a 1093° Celsius). Non si tratta di un'illusione, ma di un esperimento, una prova di resistenza e coraggio. All'evento erano presenti testimoni intorno a Copperfield a ogni angolo, a circa 15 metri di distanza.

## Doppiaggio italiano
Nella versione italiana David Copperfield è doppiato da Lorenzo Scattorin e Whoopi Goldberg è doppiata da Sonia Scotti.